# Seweryna Krajewska-Tylmanowa
Seweryna Krajewska-Tylmanowa – polska lekkoatletka specjalizująca się w skoku wzwyż. Reprezentowała barwy AZS Poznań.
Uzyskała tytuł magistra wychowania fizycznego. W latach 1928–1929 pięciokrotnie poprawiała rekord polski w skoku wzwyż, a ten ustanowiony w 1929 (wynik: 150,5 cm) przetrwał do 1950. W latach 1929–1930 trzykrotnie występowała w meczach międzypaństwowych, reprezentując Polskę. Zginęła w czasie II wojny światowej w nieznanych okolicznościach.